# Sphingicampa
Sphingicampa is een geslacht van vlinders van de familie nachtpauwogen (Saturniidae), uit de onderfamilie Ceratocampinae.

## Soorten
- S. albolineata Grote & Robinson, 1866
- S. amena Travassos, 1941
- S. bicolor Harris, 1841
- S. bidens Rothschild, 1907
- S. bisecta Lintner, 1879
- S. blanchardi Ferguson, 1971
- S. cananche Bouvier, 1927
- S. colla Dyar, 1907
- S. colloida Dyar, 1925
- S. dollii Packard, 1905
- S. gadouae Lemaire, 1971
- S. heiligbrodti Harvey, 1877
- S. hubbardi Dyar, 1902
- S. jasonoides Lemaire, 1971
- S. malinalcoensis Lemaire, 1974
- S. mexicana Boisduval, 1871
- S. modena Dyar, 1913
- S. montana Packard, 1905
- S. occlusa Dognin, 1916
- S. ocellata Rothschild, 1907
- S. pollens Schaus, 1911
- S. quadrilineata Grote & Robinson, 1867
- S. sinaloana Schaus, 1920
- S. smithi Druce, 1904
- S. thiaucourti Lemaire, 1975